# Helge Scharff
Helge Villy Albeck Scharff (30. november 1893 på Frederiksberg i København – 22. november 1957 i Charlottenlund) var en dansk fodboldspiller.
I sin klubkarriere spillede Scharff 224 kampe for B.93 i perioden 1913-1931 og var også med på det hold, som vandt det første DM til klubben i 1916. Ligeledes var han med på holdet ved tre senere danmarksmesterskaber i 1927, 1929 og 1930. I 1928 kunne det have blevet ét mesterskab mere, men ingen mester blev kåret det år, da tre klubber – heriblandt B.93 – alle havde 6 point ved sæsonafslutning, og der ikke fandtes en regel for, hvordan dette skulle håndteres. Helge Scharff var senere klubbens formand i perioden 1948-1952.
Scharff spillede en enkelt kamp på landsholdet. Det var i en venskabskamp mod Sverige 1917 i Stockholm, som Danmark vandt 2-1. Han blev indskiftet efter 25 minutter, da hans klubkammerat Michael Rohde blev skadet.